# Thomas A. Hendricks
Thomas Andrews Hendricks (7. září 1819, Zanesville, Ohio – 25. listopadu 1885, Indianapolis) byl americký státník, politik Demokratické strany a právník.
V letech 1851–1855 byl poslancem Sněmovny reprezentantů Spojených států amerických za Indianu a následně v letech 1863–1869 senátorem. V prezidentských volbách v roce 1876 kandidoval spolu se Samuelem Tildenem na viceprezidenta. Prohráli však o jeden hlas ve volitelském sboru, ačkoli celkově získali více hlasů. Později byl guvernérem Indiany. 4. března 1885 složil přísahu jako 21. viceprezident USA ve vládě prezidenta Grover Clevelanda. Zemřel po osmi měsících v úřadě. Po jeho smrti byl úřad viceprezidenta uvolněný, než do něj nastoupil v roce 1889 zvolený Levi P. Morton.